# Notarius osculus
Notarius osculus és una espècie de peix de la família dels àrids i de l'ordre dels siluriformes.

## Morfologia
Els mascles poden assolir els 28 cm de llargària total.

## Distribució geogràfica
Es troba a la costa pacífica de Costa Rica i Panamà.